# 斯維特洛多林斯凱 (札波羅熱州)

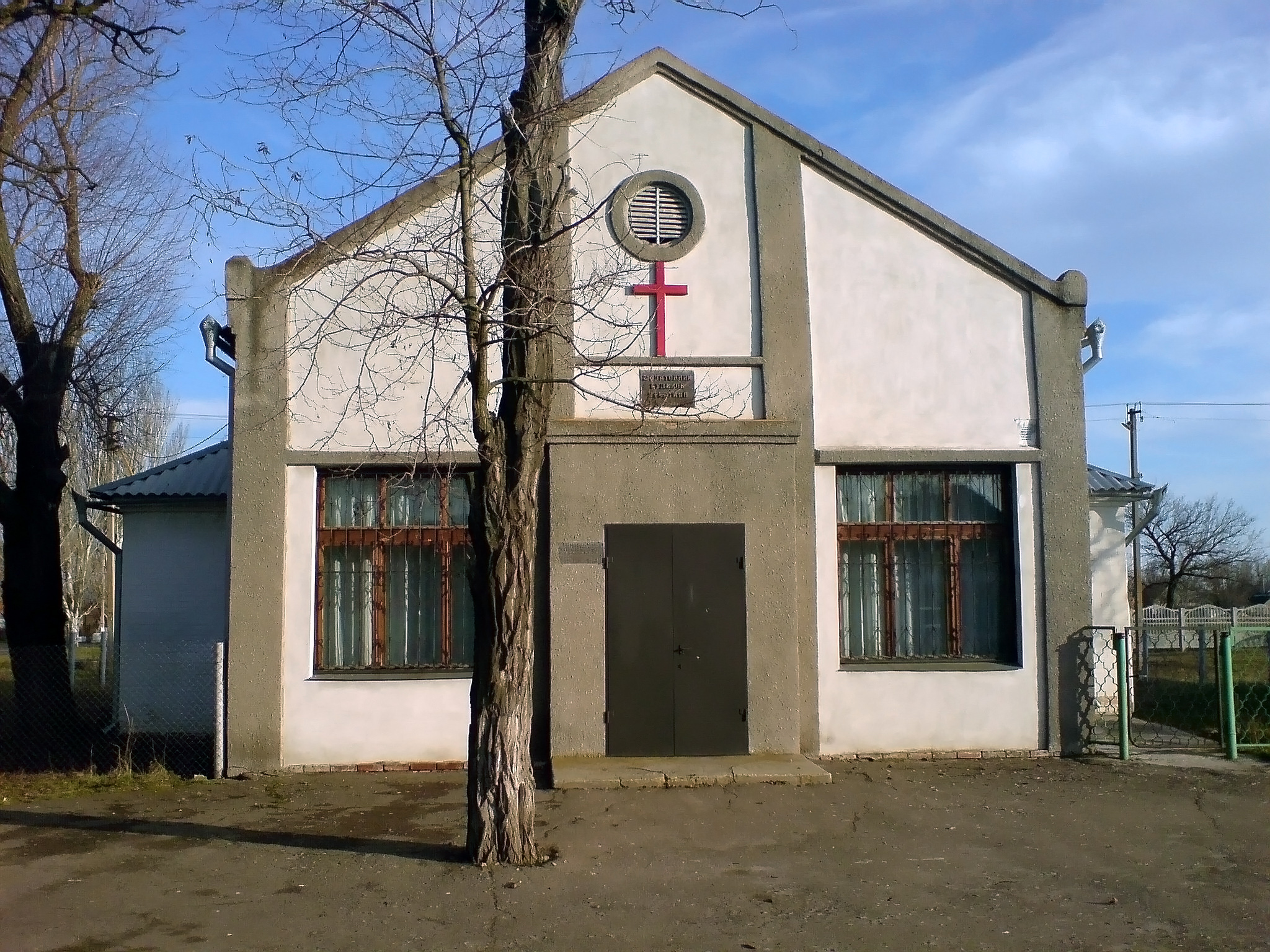

47°4′51″N 35°30′32″E / 47.08083°N 35.50889°E
斯維特洛多林斯凱（羅馬化：Svitlodolynske）是位於烏克蘭南部的村莊，由扎波羅熱州梅利托波爾區的泰爾平尼亞市鎮負責管轄。該村處於莫洛奇納河岸，始建於1804年，面積0.75平方公里，海拔高度22米，2001年人口594，人口密度每平方公里792人。